# 범지기마을 10단지 푸르지오
범지기마을 10단지 푸르지오(영어: Beomjigi Maeul 10 Prugio)은 대한민국 세종특별자치시 달빛로 211 (아름동 1277)에 위치한 아파트이다. 2012년에 착공하여 2014년에 완공하였고 총 23개동이 있다.